# استفان میدریر
استفان میدریر (انگلیسی: Stefan Maderer؛ زادهٔ ۱ سپتامبر ۱۹۹۶) ، بازیکن فوتبال اهل آلمان است.
از باشگاه‌هایی که در آن بازی کرده‌است می‌توان به باشگاه فوتبال گروتر فورث و باشگاه فوتبال نورنبرگ اشاره کرد.